# Eumelea ludovicata
Eumelea ludovicata är en fjärilsart som beskrevs av Achille Guenée 1858. Eumelea ludovicata ingår i släktet Eumelea och familjen mätare. Inga underarter finns listade i Catalogue of Life.